# 北京华彬费尔蒙酒店
北京华彬费尔蒙酒店（Fairmont Beijing）位于中国北京市朝阳区建国门外大街永安东里8号，是一家五星级酒店。

## 历史
该酒店是世界酒店业巨头费尔蒙酒店集团进军中国的首度尝试，于2009年7月开业。